# 뉴스잇
《뉴스잇》은 연합뉴스TV에서 평일 오후 5시 45분에 방송되는 연합뉴스TV의 저녁 종합뉴스 프로그램이다.

## 앵커
- 구하림 기자 (여)

## 경쟁 뉴스 프로그램
- 경제콘서트 (KBS 2TV)
- 오대영 라이브 (JTBC)
- MBN 뉴스와이드 (MBN)
- 채널A 뉴스 TOP 10 (채널A)
- 시사쇼 정치다 (TV조선)
- YTN 뉴스PLUS (YTN)